# Neonauclea obversifolia
Neonauclea obversifolia là một loài thực vật có hoa trong họ Thiến thảo. Loài này được (Valeton) Merr. & L.M.Perry mô tả khoa học đầu tiên năm 1944.